# Stazione di San Celoni
La stazione di San Celoni (in cataláno: Sant Celoni) è una stazione ferroviaria situata nel comune di San Celoni, nella provincia di Barcellona, in Catalogna.
Offre un servizio di treni a media percorrenza, oltre a far parte della Linea R2 della Cercanías di Barcellona.